# Vlad VII Înecatul
Vlad VII Înecatul (Valacchia, 1508 circa – Popești, 18 settembre 1532), figlio di Vlad V cel Tânăr, fu voivoda (principe) di Valacchia dal 1530 al 1532.

## Biografia
Vlad VII "l'Annegato" dovette il suo nome alle circostanze della sua morte: nel settembre del 1532, dopo un festa, si recò ubriaco a cavallo fino al fiume Dâmbovița, presso il villaggio di Popești, a sud di Bucarest. Venne ritrovato affogato nel fiume: aveva probabilmente cercato di guadarlo.
Quando Vlad V cel Tânăr venne ucciso (1512), Vlad VII doveva avere all'incirca quattro anni. Il giovane Drăculești sparì dalle cronache fino al 1530, anno in cui conquistò il potere in Valacchia approfittando della lotta tra il voivoda Mosè e gli ottomani. Rientrato in patria, Mosè, spalleggiato dai boiari del clan Craiovești, mosse guerra a Vlad. Il 29 agosto, nella Battaglia di Viișoara, il Drăculești sconfisse Mosè di Valacchia che restò ucciso nello scontro. Nell'ottobre successivo, Vlad VII stroncò in Oltenia una rivolta guidata dal nuovo leader dei Craiovești, Drăghici Gogoașă, che venne poi giustiziato ad Istanbul; il Drăculești ne approfittò per estinguere il controllo dei Craiovești sul banato di Craiova.
Nel 1531, Vlad sposò Ana, figlia del principe di Moldavia Petru IV Rareș, per rafforzare la sua presa sul trono valacco.